# Leipziger Jazztage
Die Leipziger Jazztage sind ein internationales Festival für zeitgenössischen Jazz in Leipzig und zählen zu den traditionsreichsten und renommiertesten Jazzfestivals in Deutschland. Veranstalter ist der Jazzclub Leipzig e. V. Die ersten Leipziger Jazztage fanden 1976 statt. Anlässlich des 40. Festivaljubiläums erschien im September 2016 das Buch »Flamingos und andere Paradiesvögel«.

## Inhalte und Ziele
Die künstlerische Orientierung des Festivals folgt seither der Überlegung, zeitgenössischen Jazz in einer Vielzahl prägnanter Erscheinungsformen vorzustellen, darunter auch neuere Strömungen der Klubszene. So werden neben internationalen Stars auch bemerkenswerte Newcomer einer nachwachsenden Jazzmusikergeneration einem breiten Publikum präsentiert.
Besonderheiten der Leipziger Jazztage sind die eigens für das Festival initiierten Projekte mit neu zusammengestellten Formationen herausragender Künstler, die so bisher nicht zu hören waren, Auftragskompositionen und vor allem ein thematischer Rahmen. So standen die Leipziger Jazztage in den letzten Jahren im Zeichen der »Schönen Künste« (40. Leipziger Jazztage), »Cinematic Jazz« (39. Leipziger Jazztage), »Sound of Heimat« (38. Leipziger Jazztage) oder »Siggi und der gelbe Hai« (37. Leipziger Jazztage) und bewegen sich mit diesen anspruchsvollen musikalischen Konzepten fernab des Mainstream.
Ein weiteres Merkmal der Leipziger Jazztage ist außerdem die Nutzung der unterschiedlichsten Spielstätten, wodurch nach Ansicht vieler Besucher und Musiker ein besonderes Flair entsteht. Neben Konzertabenden im Opernhaus, im Schauspiel Leipzig und in Kirchen, finden auch Konzerte in Szeneclubs und Kneipen statt, wie der Moritzbastei, naTo, Horns Erben, Werk 2, dem UT Connewitz oder der Schaubühne Lindenfels.
Das Festival hält eine enge Bindung zur polnischen Jazzszene und arbeitet seit vielen Jahren mit dem Polnischen Institut Berlin (Filiale Leipzig) zusammen. Es bestehen intensive Kooperationen mit der Hochschule für Musik und Theater „Felix Mendelssohn Bartholdy“, dem US-Generalkonsulat Leipzig, verschiedenen Botschaften und Musik-Labels. Außerdem werden die Leipziger Jazztage jedes Jahr durch das ehrenamtliche Engagement vieler Mitglieder des Jazzclub Leipzig e. V. unterstützt. Gemeinsam mit der Stadt Leipzig verleiht der Jazzclub Leipzig den von der Marion-Ermer-Stiftung gestifteten Leipziger Jazznachwuchspreis. Er wird jährlich bei den Leipziger Jazztagen in Verbindung mit einem Preisträgerkonzert übergeben.
Wichtiger Programmbestandteil des Festivals ist seit vielen Jahren auch der »Jazz für Kinder«, der besonders jungen Familien anspricht.

## Anfänge
Der Jazzclub Leipzig wurde 1973 gegründet und existierte zunächst als Freundeskreis innerhalb des Kulturbundes der DDR, sozusagen im Windschatten der damaligen Kulturpolitik. Durch den beharrlichen Einsatz von Jazzfans gelang es, einzelne Konzerte und ab 1976 mit den Leipziger Jazztagen ein internationales Festival zu organisieren: Was klein im Keller der Hochschule für Grafik und Buchkunst begann, zog schon im nächsten Jahr in den Festsaal der Deutschen Post, um gleich im Jahr darauf die über 1.000 Plätze in der Kongresshalle am Zoo zu füllen. Zugleich erweiterte sich das musikalische Spektrum des Festivals – auch dadurch, dass es schnell gelang, durch zahlreiche private Kontakte und Netzwerke Bands aus Ost- und Westeuropa sowie aus den USA einzuladen. Somit wurden die Leipziger Jazztage zu einem bedeutenden Ort internationaler musikalischer Begegnung und zu einem Treffpunkt für die Jazzszene in der damaligen DDR.
Der Herbst ’89 bedeutete für die ostdeutsche Kulturlandschaft eine starke Zäsur, für viele Initiativen sogar das Ende. Zu den wenigen Kultureinrichtungen, die die grundlegenden Veränderungen durch die Wiedervereinigung überlebt haben, zählt der Jazzclub Leipzig. Das Jahr 1991 markierte dennoch einen Neubeginn: Mit dem geglückten Sprung in das Opernhaus und der Forcierung der thematischen Ausrichtung des Festivals gelang es, die Leipziger Jazztage auch unter veränderten politischen und wirtschaftlichen Vorzeichen weiterzuentwickeln, große Namen des Jazz zu präsentieren, neue Strömungen vorzustellen und eigenständige Projekte zu initiieren.
Heute gelten die Leipziger Jazztage als „eine der profiliertesten Veranstaltungsreihen dieser Art in Deutschland und in Europa“ und verstehen sich als generationsübergreifendes Festival, das über Angebote wie »Jazz für Kinder« oder die Verbindung zur freien Clubszene wie kaum ein anderes Jazzfestival in den letzten Jahren auch ein junges Publikum hinzugewinnen konnte.
Eine beständige Weiterentwicklung der Leipziger Jazztage gelang mit der Unterstützung jahrelanger Partner wie der Kulturstiftung des Freistaates Sachsen, der Stadt Leipzig, der Bundeszentrale für politische Bildung, dem Polnischen Institut und dem US-Konsulat sowie mit dem ehrenamtlichen Engagement vieler Jazzclub-Mitglieder.

## Jahrgänge und Musiker
- 33. Leipziger Jazztage (2009)

Nik Bärtsch’s Ronin, Rigmor Gustafsson & radio.string.quartet.vienna, Avishai Cohen „Aurora“, Ray Anderson/Marty Ehrlich Quartet, Transatlantic Freedom Suite Tentet, Marc Ribot’s Ceramic Dog feat. Eszter Bálint, Wolfgang Haffner Trio, Eivind Aarset & Sonic Codex, Boom Town Orchestra, Adam Bałdych & Damage Control, Jazz für Kinder: Kinderjazzküche, Jazz für Kinder: Top Dog Brass Band, David-Timm-Duo, 100nka, Lucille du Basse/Lucis, Micatone, DJ Igor Boxx (Skalpel), Change Request
- 34. Leipziger Jazztage (2010)

Till Brönner/Baby Sommer Duo, Steve Coleman & Five Elements, Medeski, Martin & Wood, Jazzanova (live) feat. Paul Randolph, Burnt Friedman & Jaki Liebezeit, Rainer Tempel und die NDR Bigband, Acoustic Art Ensemble, Three Fall, Brötzmann/Pliakas/Wertmüller, Thärichens Tentett, Nostalgia, Kattorna, Hyperactive Kid, Steps, Vinzenz Wieg & Friends, Joo Kraus Basic Jazz Lounge, Jazz für Kinder: Panama-Jazz-Ensemble, schultzing feat. Mateusz Smoczyński, LU:V, Jazz für Kinder: Jorinde Jelen & The Fresh Boys, Vocalconsort Leipzig und Matthias Knoche
- 35. Leipziger Jazztage »Zwischen Mahler und Miles« (2011)

Masayoshi Fujita & Jan Jelinek, Hidden Orchestra, Adam Holzman & Brave New World, Brad Mehldau, Terje Rypdal Septet, Johannes Enders & Carl Oesterhelt, Malia, Michael Wollny, So Weiss feat. Carsten Daerr, Lars Danielsson, Yaron Herman & Magnus Öström, Volker Bräutigam, Spielvereinigung Sued feat. Frederik Köster, Martin Auer Quintett, Niklas Kraft Quartett, Contemporary Noise Sextet, Soko Steidle, Juri Tetzlaff, Jorinde Jelen & Band, Code M.D., Klinke auf Cinch, Dave Aju, Âme
- 36. Leipziger Jazztage »Cool Experience« (2012)

VEIN feat. Dave Liebman, Nguyên Lê, WDR Big Band mit Lee Konitz, John Taylor und Diana Torto, Sophie Hunger mit Band, Stian Westerhus, Arve Henriksen Quartet, Richie/Dave & Magic Friends, Joe Sachse/Heiner Reinhardt, Verneri Pohjola Quintet, Leszek Możdżer & Zohar Fresco, Arne Jansen Trio, »Jazz für Kinder« mit Jazz Miez Klassik, Jan Vogler, Thärichen’s Hendrixperience Orchestra feat. Annamateur, Johannes Bigge Trio, Evgeny Ring Quartet, Schneeweiss & Rosenrot, Pablo Held »Glow«, Mouse on Mars, Ye:Solar, Schwarzkaffee, Sevensol & Bender, Tonalrausch & Friends, Pink Freud
- 37. Leipziger Jazztage »Siggi und der gelbe Hai« (2013)[7]

Joshua Redman Quartet, Mike Svoboda Quartet, Carla Bley Trio, Samuel Rohrers »NOREIA«, Heinz Sauer & Michael Wollny, Supersilent feat. Stian Westerhus, Andromeda Mega Express Orchestra, Nanne Emelie & Band, Atom String Quartet feat. Vladyslav Sendecki, Eva Klesse Quartett (Leipziger Jazznachwuchspreis 2013), Eric Schaefer + The Shredsz, Reihe2 feat. Rudi Mahall, Uli Kempendorff & Yves Theiler, Thomas Hertel, Moritz Sembritzki & Das VIELE, Werner Neumanns Drei vom Rhein, Braun/Mattar/Janke, DIAL Labelnacht, Dieter Ilg Trio, Bugge Wesseltoft & Henrik Schwarz feat. Dan Berglund, Das Kapital, »Jazz für Kinder« mit Julianes Wilde Bande, Morgenthaler/Röllin, DEKAdance
- 38. Leipziger Jazztage »Sound of Heimat« (2014)[8]

John Scofield, Avishai Cohen, Hauschka & MDR-Sinfonieorchester (Kristjan Järvi), Nils Wogram Vertigo Trombone Quartet, Rolf Kühn & Joachim Kühn, Tord Gustavsen Quartet, Mark Guiliana, Henri Texier Hope Quartet, Erika Stucky, Matthias Schriefl, Malte Schiller Oktett, Simin Tander 4tet, Maciej Fortuna Trio, Trilok Gurtu Band, Trio.Diktion (Leipziger Jazznachwuchspreis 2014), »Jazz für Kinder« mit Tumba-ito, Artem Sargsyan Quartet, Christian Muthspiel 4 feat. Steve Swallow, Hayden Chisholm Trio, Ed Partyka & Spielvereinigung Sued, »Salon des Amateurs«, Skalpel
- 39. Leipziger Jazztage »Cinematic Jazz« (2015)[9]

Brad Mehldau, Nils Petter Molvær, Renaud Garcia-Fons, Sex Mob, Michael Wollny & Eric Schaefer feat. Det Norske Blåseensemble »Nosferatu«, Wayne Krantz Trio, Johanna Borchert, Omer Klein Trio, Klima Kalima, Evgeny Ring Quartet (Leipziger Jazznachwuchspreis 2015), The Micronaut, Trio Schmetterling, Schnellertollermeier, shortfilmlivemusic, Echtzeit, Sons of Elam, An On Bast & Maciej Fortuna, Burnt Friedman & Daniel Dodd-Ellis, Nahtanoi, »Jazz für Kinder« mit der Computerband und der Prinzessin von Kapé und LU:V
- 40. Leipziger Jazztage »Schöne Künste« (2016)[10]

Antonio Sánchez Migration und Tänzer des Leipziger Balletts, Ketil Bjørnstad, Meshell Ndegeocello, The Bad Plus, Nik Bärtsch Mobile & Lisa Ramstein, Kurt Rosenwinkel, Michael Wollny, Tamar Halperin & hr-Bigband, Nils Wogram & Joe Sachse, Julia Hülsmann Quartett feat. Theo Bleckmann, Natalia Mateo, Tord Gustavsen feat. Simin Tander & Jarle Vespestad, Zach Danziger & Owen Biddle, Florian Kästner Berlin Calling Quartett, Gerhard Schöne, LU:V und GewandhausKinderchor, Baby Sommer, Rolf Kühn & Joachim Kühn, Stefan Rusconi & Tobias Preisig, Nora Gomringer & Philipp Scholz, Skalpel, Beat Freisen Spelunkenorchester, Daniel Erdmann & Samuel Rohrer, PLOT, Paul Lapp, Josef Reßle Trio, Urban Academy, Onom Agemo and the Disco Jumpers
- 41. Leipziger Jazztage »Gitarrengipfel« (2017)[11]

Gilad Hekselman Trio, Peter Ehwald's Double Trouble, Bertram Burkert Quartett, Adam Pierończyk & Miroslav Vitouš, Duo Krokenberger/Oehl, Jorinde Jelen Band, Electro Deluxe, Jazzrausch Bigband, Giovanni Weiss & Django Deluxe, Trane Disciples, Philipp Scholz, Jakob Bro Trio, Kinga Głyk Trio, Dominic Miller Band, Shai Maestro Trio w/ Mark Turner, Tenors of Kalma, Monika Roscher Bigband, Maria João & Egberto Gismonti, Werner Neumann's Favorite Songs, An Evening with Pat Metheny, Tobias Hoffmann Trio
- 42. Leipziger Jazztage »Fish'n'Chips«[12] (2018)[13]

Dave Holland's Aziza, Avishai Cohen Quartet, Norma Winstone Trio, Elliot Galvin Trio, Joshua Redman's James Farm, Max Andrzejewski's Hütte and Guests play The Music of Robert Wyatt, Anna-Lena Schnabel, Matthew Herbert's Brexit Big Band, Soweto Kinch, Hidden Orchestra, Matthias Boguth's Milk Wood »Dylan Thomas«, Lucia Cadotsch & Tricko, Michael Wollny »Goldberg-Tangenten«, Fazer, Oli Steidle & the killing Popes, Empirical, Christian Kögel: Queen »Jazz«, Helmut Sachse & Maggie Nicols, Kit Downes, Nubiyan Twist, Yazz Ahmed
- 43. Leipziger Jazztage »Zukunftsmusik« (2019)[14]

Herbie Hancock, John McLaughlin and The 4th Dimension, The Sun Ra Arkestra, Mouse on Mars, Mette Henriette, Erika Stucky feat. FM Einheit, Niels Klein »Tubes & Wires«, Philipp Gropper's PHILM, LIUN + The Science Fiction Band, Spielvereinigung Sued + MDR-Rundfunkchor »Inseparable. Unteilbar.« (Uraufführung), Dark Star Safari – Bang/Honoré/Aarset/Rohrer, The Claudia Quintet, Maciej Obara Quartet, Andromeda Mega Express Orchestra, Rocket Men, essence of north, Hilde Marie Holsen & Samuel Rohrer, Manfred Schulze Bläserquintett, Jazzanova Live, Salomea, Bobby Rausch, Heuken/Stadtfeld/Heigenhuber (Leipziger Jazznachwuchspreis 2019) Hannah Weiss Group (BMW Welt Young Artist Jazz Award 2019)
- 44. Leipziger Jazztage »Transitions« (2020)[17]

Dieser Festivaljahrgang wurde 2021 als „Festival des Jahres“ mit einem Deutschen Jazzpreis ausgezeichnet.
Perplexities on Mars, Tanrikulu/Cohen/Tsalikov, Angelika Niescier/Alexander Hawkins, Kosack/Scholz, Die Ernte, Space Shuttle, Aki Takase JAPANIC, Eve Risser Solo, Beilschmidt/Rom, Philipp Schiepek »Meadows and Mirrors«, Simin Tander new quartet, Wild Brush, Götze I Rohmer I Sippel I Zwinzscher, Satelliti, Robert Landfermann Solo, Barnett/Burkert/Bayer/Klesse/Landfermann/Philipp, Conny Bauer/Matthias Bauer/Dag Magnus Narvesen, Y-OTIS, Ensemble Ambidexter, Lucaciu/Müller/Heckers feat. Heidi Bayer, Koma Saxo, Lora Kostina Trio + Jana Bauke, Susanne Paul’s Move String Quartet, Agro/Akintaya/Binder/Greve/Matsuno/Nicholls, Ornette 2.0!, Simone Weissenfels Quintett, Geza Cotard »Daphne«, Natalie Greffel, Studnitzky KY, The Langston Project
- 45. Leipziger Jazztage »Body Time« (2021)[19]

Philippos Thönes, Jakob Bro Trio, Narr/Steidle, Filippou/Heuken/Tanrikulu, Training feat. Isil Karatas, Keboo, Kid Be Kid, Àbáse, Harth/Lindemann, Alma Naidu & Band, Michael Wollny, Snakesoda, Nick Dunston, Ruecker_Brandt_Chisholm, Munka/Kappenstein, Julia Hornung Gipsy Collectif, Sam Hylton, Naima Mazic & Haggai Cohen-Milo, Giocondo/Ramoser/Sberveglieri, Weichplast, Popp, Fallen Crooner, Euregio Collective, Minim feat. Sainkho, Karch/Rumsch, Prozessor, Jaga Jazzist, ITOE, Jazz für Kinder, Polymirrors,  H.C. Behrendtsen, Tanasgol Sabbagh/Linda-Philomène Tsoungui
- 46. Leipziger Jazztage »Talkin 'bout my generation« (2022)[20]

Abdullah Ibrahim, Nubya Garcia, Jas Kayser, Theo Croker, Tau5, Reza Askari & Tanasgol Sabbagh »DARD I DOOR«, Kalle Kalima & Tatu Rönkkö »Lampen«, Abacaxi, Nils Kugelmann Trio, Moritz Stahl Quintett, Vagabond Souls, James Banner, Shuteen Erdenebaatar Quartett, Jim & The Schrimps, SOPHE, Stefan Schultze’s Large Ensemble, Paula Wünsch, Skylla, for jaimie: Dave Gisler Trio feat. David Murray, Été Large, Moses Yoofee Trio, Tremendours Aron, for jaimie: 4evaBreezy, Andreas Schaerer » A novel of Anomaly«, YSOP, LU:V & friends, Jan Roth and his homecoming Club, Lytton / Moberg / Wachsmann »The Punk & The Gaffers«, Trio Amore, Isaiah Collier & The Chosen Few
- 47. Leipziger Jazztage »Stell die Verbindung her« (2023)[21]

Daniel Erdmann & Aki Takase, Mariá Portugal, Group50:50, Linda Fredriksson, Marilyn Mazur's Shamania, Karoline Weidt Quartett, Luca Zambito Quartett, Nancelot, Tom Skinner «Voices of Bishara», Renner, Robbi Nakayama Quartett, Joanna Duda Trio, Rohrer/Loderbauer/Westerhus/Freund, Joel Ross, Spielvereinigung Sued feat. Sjaella, Zwitschermaschine, MDR Rundfunkchor, Camille Émaille, Outernational Songs of Wounding, Petter Eldh, Sera Kalo, Magro, Sun-Mi Hong Quintet, Eric Schaefer's Ensemble Hayashi, Tigran Hamasyan „The Call Within“, Marie Tjong Ayong
- 48. Leipziger Jazztage »Tell me…!« (2024)[22]

Michael Wollny & Joachim Kühn, Marek Johnson, Harvest Time Experiment feat. Ill Considered Dumama, Andromeda Mega Express Orchestra, Sofia Jernberg & Mette Rasmussen, Camila Nebbia's The Hanged One, Andi Haberl's SUN, Lina Allemano's Ohrenschmaus, Maika, CEL (Felix Kubin & Hubert Zemler), Sylvie Courvoisier, Embryo, Dust Bunny, Wendy Eisenberg, Susi Lotter feat. AIKEN, Max Löbners KLSD, Amirtha Kidambi's Elder Ones, Kathrin Pechlof Trio, ARSA, Myrsini Bekakou Quartet, Poeji